# Денарий

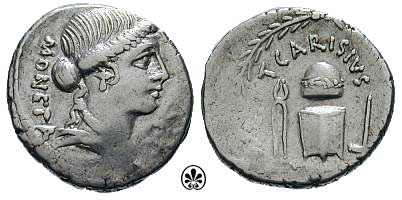
Денарий Тита Каризия с изображением Юноны-Монеты и инструментов монетной чеканки (46 год до н. э.)

Дена́рий, дина́рий (лат. dēnārius — «состоящий из десяти») — название римской серебряной монеты времён Республики (впервые отчеканена в 268 году до нашей эры) и первых двух веков Империи. Одна из наиболее распространённых монет на территориях, находившихся под властью или влиянием Рима. Символ древнеримского денария — X, X.
В период Раннего и Высокого Средневековья денарий, получивший массу локальных наименований (пфенниг, пенни, денье и другие), являлся чуть ли не единственной серебряной монетой христианской Европы.

## Этимология
В современном русском языке допустимы две формы написания данного слова — «динарий» и «денарий», — обе они происходят от одного и того же слова лат. denarius — «состоящий из десяти», от лат. dēnī «по десяти», от лат. decem «10». Родственное слову лат. denarius - это слово лат. December, Decembris — декабрь.
Первая форма из них — «динарий» — для русского языка более древняя, она пришла в древнерусский язык (а затем в русский язык) из латинского через греческий, при транслитерации слова — др.-греч. δηνάριον. Одно из наиболее ранних употреблений слова «динарий» — Остромирово Евангелие (середина XI века). Вторая форма — «денарий» — более поздняя, она попала при непосредственной транслитерации слова лат. denarius в русский язык. От слова лат. denarius произошло название другой денежной единицы — динар.

## Римский денарий

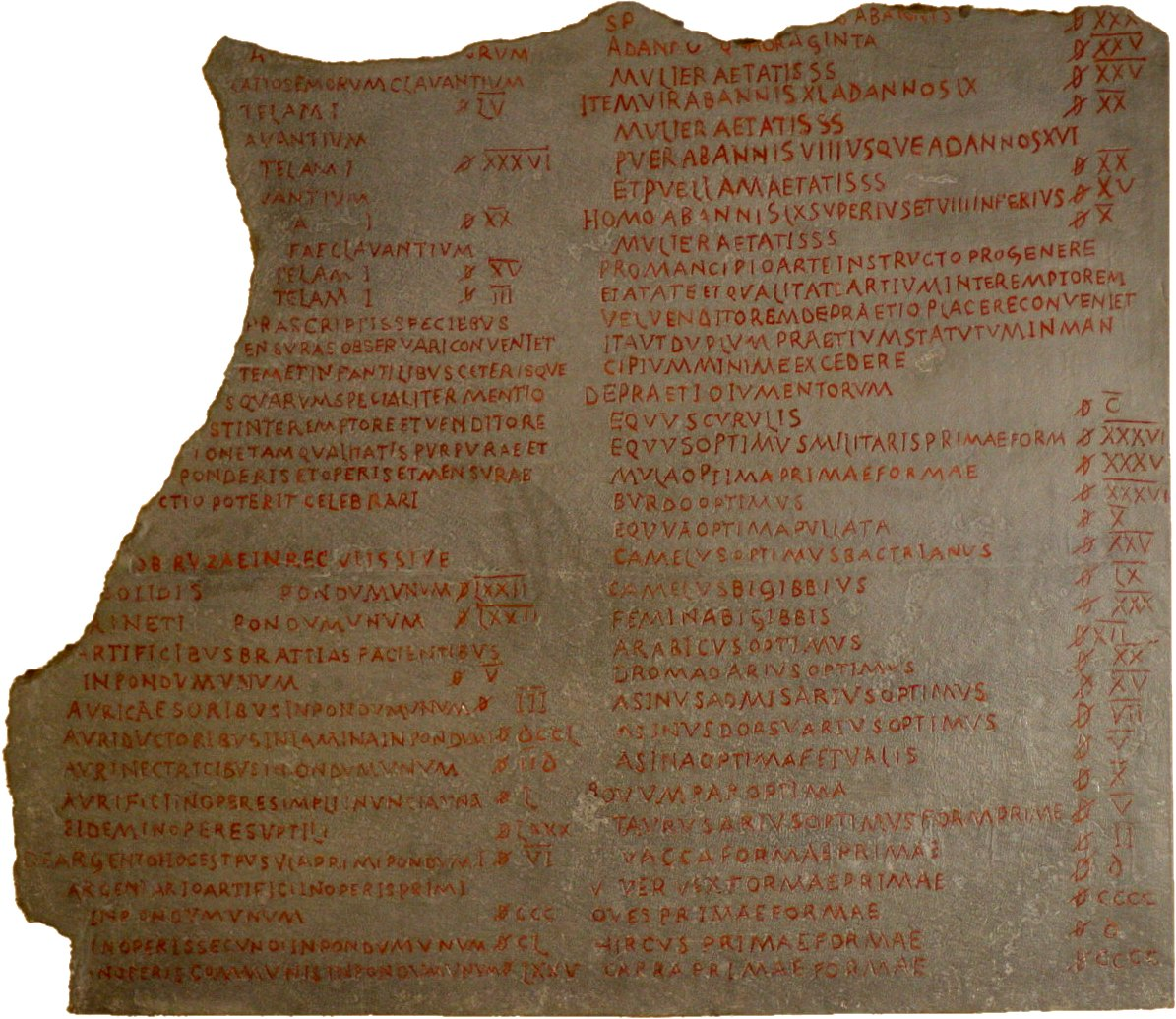
Эдикт Диоклетиана о ценах (301 год), которые указаны в общих денариях

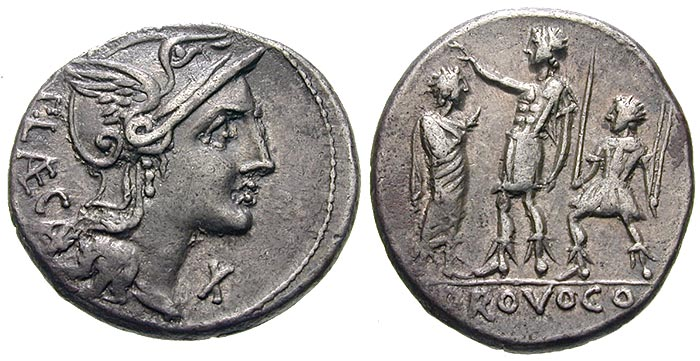
Символ денария — римская цифра X — на аверсе монеты

Денарий был впервые введён в обращение в ходе денежной реформы 268 года до н. э. Его вес был установлен на уровне 4 скрупулов (примерно 4,5 грамма) серебра и в период Республики практически не изменялся. Выпускались также фракции денария — квинарий (2 скрупула) и сестерций (1 скрупул). Стабильность денария постепенно позволила ему получить широкое распространение и стать одной из наиболее авторитетных монет во всём Средиземноморье, что немало способствовало усилению экономического влияния Рима.
Первоначально один денарий соответствовал 10 медным ассам. Отсюда происходит и название монеты, которое дословно означает «состоящий из десяти», и её символ — римская цифра X или X. Около 141 года до н. э. в связи с уменьшением веса асса денарий был приравнен к 16 ассам. В этот период 1 денарий равнялся суточному жалованию римского легионера.
Во времена императора Нерона из-за экономических затруднений началось уменьшение веса денария, которое было продолжено и следующими императорами. Пытаясь остановить развал денежного обращения, Каракалла выпустил в обращение более тяжёлый серебряный антониниан, который некоторое время существовал параллельно с денарием и должен был приниматься по принудительному курсу в 2 денария. К середине III века денарий весил около 3 граммов, при Галлиене стал лигатурной монетой со значительной примесью меди, а во времена Аврелиана (270—275) превратился в бронзовую монету и вскоре исчез из обращения. Однако термин «денарий» ещё долгое время сохранялся в качестве счётной денежной единицы — в частности, общего денария (лат. denarius communis), возникшего в результате денежной реформы Диоклетиана (284—305).
В Евангелиях неоднократно упомянут денарий как денежная единица. В 300 денариев оценивается стоимость одного флакона дорогого масла (Мк. 14:5). В другом месте говорится о 200 динариях (Ин. 6:7), которых недостаточно, чтобы накормить 5000 человек хлебом за один раз. В 1 денарий оценивается суточный труд сезонного рабочего на уборке винограда (Мф. 20:13), а также размер подати римскому императору (Мф. 22:19).

### Стоимость и девальвация
Примерно с 211 г. до н. э. до III века н. э. денарий был главной серебряной монетой Рима с изначально умеренной покупательной способностью.
Во время республики (509 г. до н. э. — 27 г. до н. э.) легионер зарабатывал 112,5 денария в год (0,3 денария в день). При Юлии Цезаре это было удвоено до 225 денариев в год, (при этом солдатам приходилось платить за свою еду и оружие), в то время как в правление Августа центурион получал по крайней мере 3750 денариев в год.
В поздней Римской республике и в начале Римской империи (ок.  27 г. до н. э.) обычному солдату или неквалифицированному рабочему платили 1 денарий в день (без налоговых вычетов), что составляло около 300 % инфляции по сравнению с ранним периодом.
Если взять за основу стоимость хлеба, то
покупательная способность денария в сравнении с сегодняшними ценами на товары и услуги во времена императора Августа около 13 г. до н. э., составляла от 15 до 25 евро и упала до нескольких евро к концу II века, но денарий вышел из обращения только в III веке, когда содержание серебра уменьшилось почти до нуля.
На пике Римской империи sextarius (546 мл.) вина обычной стоимости — примерно один дупондий (⅛ денария), после того, как был выпущен Эдикт Диоклетиана о ценах в 301 году, то же статья расходов — 8 обесцененных денариев — инфляция 6400 %.
Поздний, почти не содержащий серебра денарий почти полностью исчез из обращения в III веке эры из-за инфляционных процессов, но, похоже, долгое время использовался в качестве «счетного денария» (denarius communis) как «эквивалент» примерно от 1/6000 до 1/8500 солида или примерно 1/50 000 фунта золота весом 327,45 г. Примерно до 200 г. суммы денег в контрактах, заработной плате, ценах и т. д. почти всегда давались только в сестерциях (четверть денария). В позднеримских прейскурантах, например, при императоре Диоклетиане около 301 г., большие суммы уже аннулированных девальвированных денариев больше не имели никакого конкретного отношения к ранним низким ценам в денариях и сестерциях.

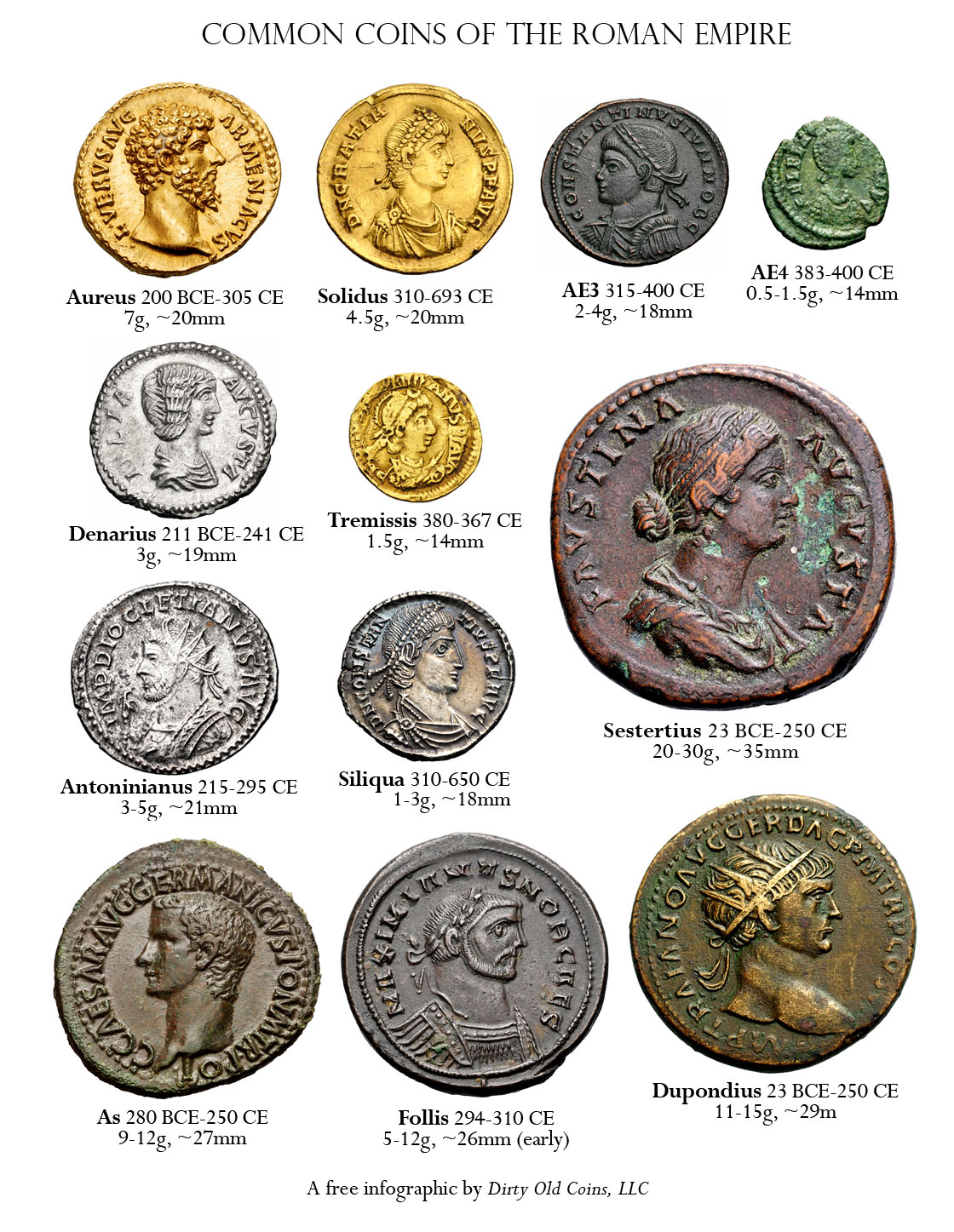
Наиболее часто используемые номиналы монет и их относительные размеры во времена Римской империи.

|           | Солид  | Аргентеус | Нуммий | Radiate | Laureate | Денарий |
| --------- | ------ | --------- | ------ | ------- | -------- | ------- |
| Солид     | 1      | 10        | 40     | 200     | 500      | 1000    |
| Аргентеус | 1/10   | 1         | 4      | 20      | 50       | 100     |
| Нуммий    | 1/40   | 1/4       | 1      | 5       | 12 1/2   | 25      |
| Radiate   | 1/200  | 1/20      | 1/5    | 1       | 2 1/2    | 5       |
| Laureate  | 1/500  | 1/50      | 2/25   | 2/5     | 1        | 2       |
| Денарий   | 1/1000 | 1/100     | 1/25   | 1/5     | 1/2      | 1       |

## Средневековый денарий
Со времён Меровингов, не только они, но и многие варварские королевства начали чеканить собственные монеты — как подражания греческим, римским и византийским. Прообразом одного из типов этих «варварских подражаний» стала сначала римская, а затем византийская серебряная силиква, чья ценность традиционно измерялась в денариях. Именно это название так прочно укоренилось, что на протяжении столетий оставалось в названиях многих европейских денежных единиц. Денариями называли почти все серебряные монеты, которые чеканились в период Раннего и Высокого Средневековья. Их локальные наименования — денье, данаро (денаро), динеро, динейро (диньейро), динар. В германских государствах денарий получил название «пфенниг» (в англосаксонских странах — «пенни»).

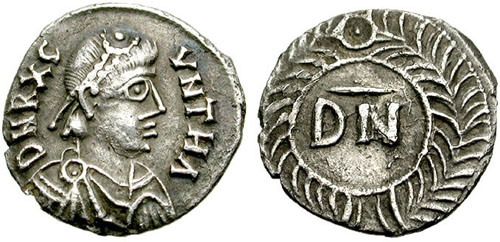
50 денариев Гунтамунда, короля вандалов (484—496)
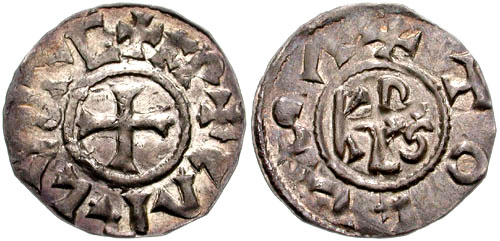
Денье Карла Великого (768—814)
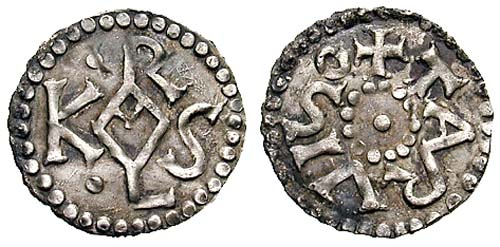
Денарий из Ломбардии (771—793/4)
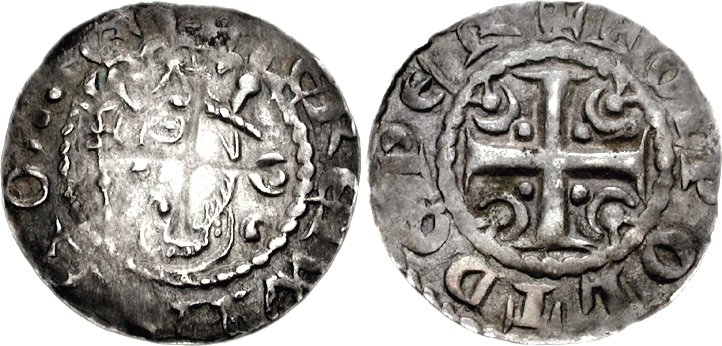
Пенни Уильяма I (1165—1214)

## Денарий в Центральной и Восточной Европе
В начале XIV века серебряный денарий (пражский парвус) бит в Чехии = 1/12 пражского гроша.
Со второй половины XIV века аналогичный денарий стали выпускать в Польском королевстве = 1/12 краковского гроша (с 1447 года — 1/18 гроша). Сначала вес монеты составлял 0,2-0,3 г, проба серебра — 200—400, в первой половине XV века вес монеты стал 0,3 г, проба серебра снизилась до 100—200.
В 1350—1382 годах во Львове впервые выпущен медный денарий = 1/60 львовского серебряного грошика. Это были типичные городские монеты с чисто номинальным достоинством. Вес их колебался от 0,4 до 1,5 г. На один серебряный полугрош шло приблизительно 60 медных денариев (копа денариев).
С конца XIV века по начало XVII века денарий чеканился в Великом княжестве Литовском — здесь он получил название пеняз (пенязь). Вес пенязя поначалу составлял 0,35 г (0,085 г чистого серебра), позже снизился до 0,3 г (0,07 г чистого серебра). Служил также счётно-денежной единицей = 1/10 литовского гроша (1/8 польского гроша). В XIII—XVII веках термин «пенязи» в Великом княжестве Литовском обозначал деньги вообще (позже ему на смену пришло слово «гроши»).
После унификации монетной системы Речи Посполитой в 1580 году и до середины XVII века денарий стал самой мелкой монетой (за исключением короткого существования монеты обол в полденария). Битый на Виленском монетном дворе в 1581-82 годах денарий Стефана Батория, с гербом Великого княжества Литовского и Польши на аверсе и легендой «I DENARI MDL» (1 денарий ВКЛ) на реверсе, имел вес 0,4 г, диаметр 12 мм, толщина монеты составляла 0,3 мм, проба серебра — 94.

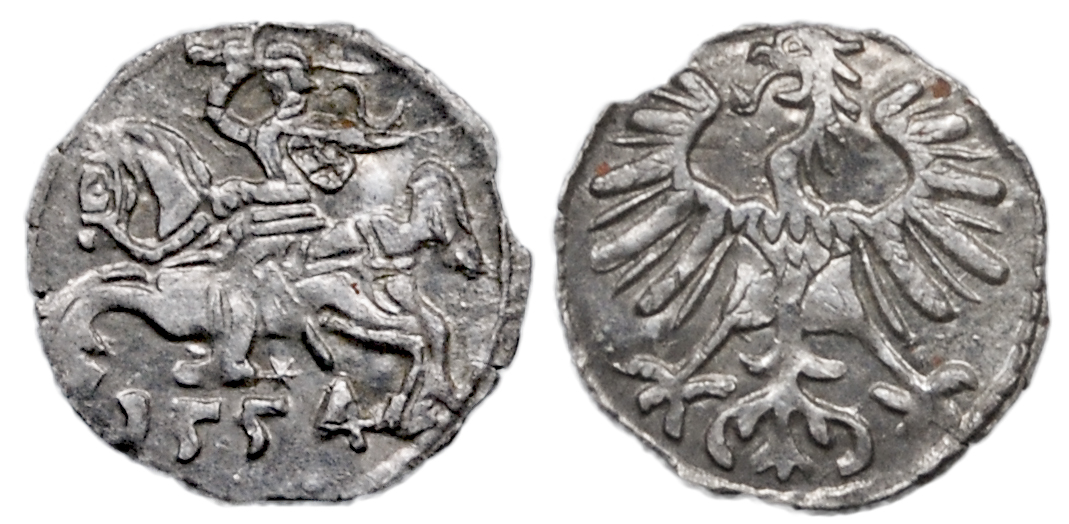
Литовский денарий (пеняз) 1554 г. Сигизмунда Августа (1522—1572)

## Современные денарии
Динаром, денаром, дени и другими производными от слова «денарий» в наше время называются денежные единицы многих арабских государств, а также стран, входивших в состав Югославии.
В романских языках лат. dēnārius сохранилось в испанском (dinero), португальском (dinheiro), французском (denier), итальянском (danaio) языках со значением «деньги» и как названия местных монет.
| Государство        | Название валюты           | Знак валюты | Изображение | Код ISO 4217 | Разменная денежная единица | Её доля | Изображение                                                  |
| ------------------ | ------------------------- | ----------- | ----------- | ------------ | -------------------------- | ------- | ------------------------------------------------------------ |
| Алжир              | Динар (алжирский динар)   | .د.ج • DA   |             | DZD          | Сантим                     | 1⁄100   | Внешнее Архивная копия от 5 июля 2013 на Wayback Machine     |
| Бахрейн            | Динар (бахрейнский динар) | .د.ب • BD   |             | BHD          | Филс                       | 1⁄1000  |                                                              |
| Иордания           | Динар (иорданский динар)  | .د.إ • JD   |             | JOD          | Дирхам                     | 1⁄10    |                                                              |
| Ирак               | Динар (иракский динар)    | .د.ع • ID   |             | IQD          | Филс                       | 1⁄1000  |                                                              |
| Иран               | Риал (иранский риал)      | ﷼ • IR      |             | IRR          | Динар                      | 1⁄100   | Внешнее Архивная копия от 18 декабря 2013 на Wayback Machine |
| Кувейт             | Динар (кувейтский динар)  | .د.ك • KD   |             | KWD          | Филс                       | 1⁄1000  |                                                              |
| Ливия              | Динар (ливийский динар)   | .د.ل • LD   |             | LYD          | Дирхам                     | 1⁄1000  |                                                              |
| Северная Македония | Денар                     | ден.        |             | MKD          | Дени                       | 1⁄100   | Внешнее Архивная копия от 9 апреля 2013 на Wayback Machine   |
| Сербия             | Динар (сербский динар)    | din. • дин. |             | RSD          | Пара                       | 1⁄100   | Внешнее Архивная копия от 20 декабря 2013 на Wayback Machine |
| Тунис              | Динар (тунисский динар)   | .د.ت • TD   |             | TND          | Миллим                     | 1⁄1000  |                                                              |

## Библейские упоминания
Денарий, будучи основной монетой Римской империи и её провинций, в частности, Иудеи, часто упоминается в Новом завете.
| Сумма                | Товар / Услуга / Ситуация                                                       | Место в Новом завете                     |
| -------------------- | ------------------------------------------------------------------------------- | ---------------------------------------- |
| 500 денариев         | Прощённый долг                                                                  | Лк. 7:36—50                              |
| 300 денариев         | «Фунт нардового чистого драгоценного мира» для помазания                        | Мк. 14:3—9; Ин. 12:1—11                  |
| 200 денариев         | Хлеб для «пяти тысяч мужей», «чтобы каждому из них досталось хотя бы понемногу» | Мк. 6:30—44; Ин. 6:1—15                  |
| 100 денариев         | Долг немилосердному должнику                                                    | Мф. 18:23—31                             |
| 50 денариев          | Прощённый долг                                                                  | Лк. 7:36—50                              |
| 1 дидрахма 2 денария | Полусиклевый годовой храмовый налог                                             | Мф. 17:24—27                             |
| 1 дидрахма 2 денария | Плата за гостиницу и уход                                                       | Лк. 10:25—37                             |
| 1 денарий            | Годовая подушная подать (налог), уплачиваемая метрополии (см. Кесарю кесарево)  | Мф. 22:15—22; Мк. 12:13—17; Лк. 20:21—26 |
| 1 денарий            | Подённая оплата труда виноградаря                                               | Мф. 20:1—16                              |
| 1 денарий            | 1 хиникс (около литра) пшеницы                                                  | Откр. 6:6                                |
| 1 денарий            | 3 хиникса ячменя                                                                | Откр. 6:6                                |

## Символ денария

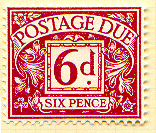
Британская марка стоимостью 6 пенсов

Поскольку римский денарий соответствовал 10 медным ассам, его символом являлась римская цифра X, которую иногда перечеркивали, чтобы не путать с буквой, — X (в стандарте Юникод этот символ занимает позицию U+10196 — 𐆖).
Символами пенни и пфеннига долгое время была первая буква в латинском названии монеты — denarius. В Англии и англоязычных странах она писалась обычным шрифтом — d, в Германии — немецким готическим курсивом — ₰. После 1971 года (введения в Великобритании десятичной системы денежного счисления) пенни обозначается буквой p, символ немецкого пфеннига практически не используется с середины XX века.
Динары, денар и дени не имеют самостоятельных символов. Для их краткой записи используются обычные сокращения (см. таблицу в разделе «Современные денарии»).